# Obi otoshi

Obi otoshi.

Obi otoshi (帯落?) es un derribo de judo, contenido en la haburaketa-waza del gokyo no waza de 1895. Es clasificada como técnica de mano o te-waza. Una técnica con nombre similar existe en el estilo Danzan-Ryu de jujutsu, y en el estilo Shotokan de karate-Do, derivada del arte de la lucha de Okinawa o "Tegumi" en el que recibe el nombre de Sakatsuchi, pero no son considerados como los mismos movimientos. Comparativamente, existe una proyección similar en la capoeira, recibiendo el nombre de vingativa.

## Ejecución
El atacante (tori) se sitúa al lado del oponente (uke) mirando en la misma dirección y, con una inclinación del cuerpo, apresa la cintura del oponente con ambos brazos. Desde esa posición, el usuario se pone en pie tirando de él y empujándole hacia atrás para impactarle contra el piso.